# Barleria lanceolata
Barleria lanceolata är en akantusväxtart som först beskrevs av Schinz, och fick sitt nu gällande namn av Anna Amelia Obermeyer. Barleria lanceolata ingår i släktet Barleria och familjen akantusväxter. Inga underarter finns listade i Catalogue of Life.